# Венера-11
«Вене́ра-11» — радянська автоматична науково-дослідна космічна станція, призначена для дослідження планети Венери в рамках програми «Венера».

## Технічні характеристики
Старт АМС «Венера-11» був здійснений 9 вересня 1978 року в 03:25:39 UTC з космодрому Байконур, за допомогою ракети-носія «Протон».

## Мета космічної експедиції
Мета космічної експедиції — дослідження планети Венера і міжпланетного простору.

## Історія запуску
Початково «Венера-11» була виведена на орбіту Землі, параметри якої складали: апогей — 205 км, перигей — 177 км, нахил орбіти — 51,5°.
Через п'ять діб, 14 вересня, стартувала також АМС «Венера-12», яка мала аналогічну конструкцію, що і «Венера-11».

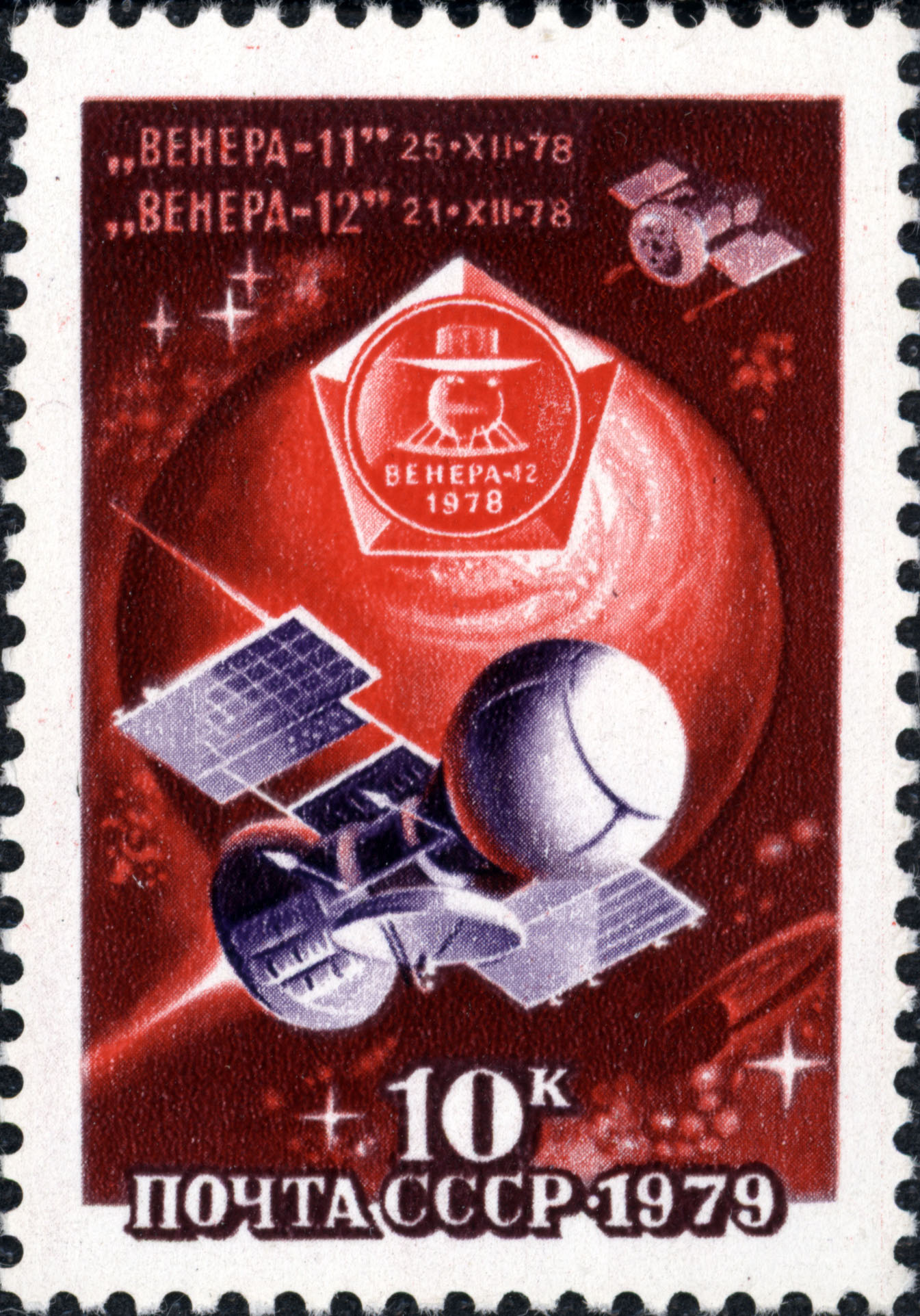
Поштова марка, присвячена експедиції Венери-11 і Венери-12

Вага АМС становила 4715 кг.

## Склад наукової апаратури
Прилади, що були встановлені на АМС, призначалися для вивчення гама-випромінювання Сонця і Галактики.

## Перебіг космічної експедиції
23 грудня АМС досягла планети Венера. Від орбітального модуля був відокремлений апарат приземлення (АП), який через дві доби, 25 грудня, увійшов в атмосферу Венери на швидкості 11,2 км/с. Гальмування і спуск на поверхню відбувався в три етапи: перший — аеродинамічне гальмування, потім був розкритий парашут і на останньому етапі знову аеродинамічне гальмування. 25 грудня 1978 року в 06:25 київського часу апарат приземлення, приземлився на поверхні планети Венера. Спуск тривав приблизно 1 годину. Швидкість при посадці склала 7—8 м/с. Точка посадки мала координати: 14° південної широти і 299° східної довготи. Інформація з поверхні Венери передавалася через орбітальний модуль, який залишався на орбіті. Апарат приземлення продовжував працювати впродовж 95 хвилин.
Апарат приземлення «Венери-11» не зміг передати зображення, оскільки не відкрилися захисні кришки камер.
Після відокремлення спускного апарата, орбітальний модуль пролетів мимо Венери на відстані 35 000 км і потім вийшов на геліоцентричну орбіту.